# Усне од меда
„Усне од меда” је девети албум Бубе Мирановић, издат 2001. године. 

## Списак песама
1. Он ме љуби уснама од меда 
(А. Влаховић)
2. Да сам знала (дует Фрис) 
(С. Милошевић - Б. Вујовић)
3. Нема жене као ја 
(М. А. Кемиш - Б. Вујовић/ С. Симеуновић)
4. Нисам ја прва ни последња 
(С. Милошевић - Б. Вујовић)
5. Тужне песме 
(М. Чајић)
6. Лагао си ме 
(С. Симеуновић)
7. Свако својим путем 
(С. Симеуновић)
8. Колико то кошта 
(Р. Чајић)
9. Згазио си све 
(М. Чајић)
10. Рођенданске сузе 
(М. А. Кемиш - Б. Вујовић)